# Annika Beck
Annika Beck (Gießen, 1994. február 16. –) német hivatásos teniszezőnő, junior Roland Garros-bajnok, olimpikon, a német Fed-kupa válogatott tagja.
2009–2018 között volt profi teniszjátékos. Pályafutása során egyéniben két WTA- és hét ITF-, párosban egy WTA-tornagyőzelmet szerzett. Juniorként 2012-ben megnyerte a Roland Garros lány egyéni versenyét. Felnőtt Grand Slam-tornákon a legjobb eredményét 2016-ban az Australian Openen érte el, ahol egyéniben a 4. körbe jutott. A legjobb világranglista-helyezése egyéniben a 37. hely, amelyet 2016. július 18-án ért el, párosban a 84. hely, amelyre 2016. július 18-án került.
2013-ban és 2016-ban szerepelt a német Fed-kupa-csapatban, a 2016. évi nyári olimpia női egyes teniszversenyének résztvevője volt.
Tanulmányai miatt 2018. október 20-án jelentette be hivatalosan a visszavonulását.

## Junior Grand Slam döntői

### Lány egyéni
| Eredmény | Év   | Bajnokság     | Borítás | Ellenfél                  | Eredmény      |
| -------- | ---- | ------------- | ------- | ------------------------- | ------------- |
| Győztes  | 2012 | Roland Garros | Salak   | Anna Karolína Schmiedlová | 3–6, 7–5, 6–3 |

## WTA döntői

### Egyéni

#### Győztes (2)
| Összesítés               |                        |
| Grand Slam-torna (0)     |                        |
| Tier I (0)               | Premier Mandatory* (0) |
| Tier II (0)              | Premier Five* (0)      |
| Tier III (0)             | Premier* (0)           |
| Tier IV (0)              | International* (2)     |
| Tier V (0)               | Challenger* (0)        |
| Verseny of Champions (0) |                        |
| WTA Finals (0)           |                        |

| Borításonként |
| ------------- |
| Kemény (1–1)  |
| Salak (0–1)   |
| Fű (0–0)      |
| Szőnyeg (1–0) |

| No. | Dátum                | Torna                                      | Borítás     | Ellenfél                   | Eredmény |
| --- | -------------------- | ------------------------------------------ | ----------- | -------------------------- | -------- |
| 1.  | 2014. október 13.    | BGL Luxembourg Open, Luxembourg, Luxemburg | Kemény (f)  | Barbora Záhlavová-Strýcová | 6–2, 6–1 |
| 2.  | 2015. szeptember 14. | Coupe Banque Nationale, Québec, Kanada     | Szőnyeg (f) | Jeļena Ostapenko           | 6–2, 6–2 |

#### Elveszített döntői (2)
| No. | Dátum             | Torna                                      | Borítás    | Ellenfél           | Eredmény      |
| --- | ----------------- | ------------------------------------------ | ---------- | ------------------ | ------------- |
| 1.  | 2013. október 14. | BGL Luxembourg Open, Luxembourg, Luxemburg | Kemény (f) | Caroline Wozniacki | 2–6, 2–6      |
| 2.  | 2015. július 27.  | Brasil Tennis Cup, Florianópolis, Brazília | Salak      | Teliana Pereira    | 4–6, 6–4, 1–6 |

### Páros

#### Győztes (1)
| Összesítés               |                        |
| Grand Slam-torna (0)     |                        |
| Tier I (0)               | Premier Mandatory* (0) |
| Tier II (0)              | Premier Five* (0)      |
| Tier III (0)             | Premier* (0)           |
| Tier IV (0)              | International* (1)     |
| Tier V (0)               | Challenger* (0)        |
| Verseny of Champions (0) |                        |
| WTA Finals (0)           |                        |

| Borításonként |
| ------------- |
| Kemény (0–1)  |
| Salak (1–1)   |
| Fű (0–0)      |
| Szőnyeg (0–0) |

| No. | Dátum            | Torna                                      | Borítás | Partner         | Ellenfél                   | Eredmény    |
| --- | ---------------- | ------------------------------------------ | ------- | --------------- | -------------------------- | ----------- |
| 1.  | 2015. július 27. | Brasil Tennis Cup, Florianópolis, Brazília | Salak   | Laura Siegemund | María Irigoyen Paula Kania | 6–3, 7–6(1) |

#### Elveszített döntői (2)
| No. | Dátum            | Torna                                     | Borítás    | Partner            | Ellenfél                      | Eredmény         |
| --- | ---------------- | ----------------------------------------- | ---------- | ------------------ | ----------------------------- | ---------------- |
| 1.  | 2014. október 6. | Generali Ladies Linz, Linz, Ausztria      | Kemény (f) | Caroline Garcia    | Raluca Olaru Ana Tatisvili    | 2–6, 1–6         |
| 2.  | 2016. július 17. | Ladies Championship Gstaad, Gstaad, Svájc | Salak      | Jevgenyija Rogyina | Lara Arruabarrena Xenia Knoll | 1–6, 6–3, [8–10] |

## ITF döntői

### Egyéni

#### Győzelmei (7)
| Díjazás          |
| ---------------- |
| $100,000 verseny |
| $75,000 verseny  |
| $50,000 verseny  |
| $25,000 verseny  |
| $15,000 verseny  |
| $10,000 verseny  |

| Borítás szerint |
| --------------- |
| Kemény (4–3)    |
| Salak (2–0)     |
| Fű (0–0)        |
| Szőnyeg (1–0)   |

| No. | Dátum                | Verseny                        | Borítás     | Ellenfél             | Eredmény         |
| --- | -------------------- | ------------------------------ | ----------- | -------------------- | ---------------- |
| 1.  | 2010. január 25.     | Kaarst, Németország            | Kemény (f)  | Audrey Bergot        | 6–2, 7–5         |
| 2.  | 2012. február 20.    | Moszkva, Oroszország           | Kemény (f)  | Kirsten Flipkens     | 6–1, 7–5         |
| 3.  | 2012. július 2.      | Versmold, Németország          | Salak       | Anastasija Sevastova | 6–3, 6–1         |
| 4.  | 2012. augusztus 6.   | Koksijde, Belgium              | Salak       | Bibiane Schoofs      | 6–1, 6–1         |
| 5.  | 2012. szeptember 17. | Shrewsbury, Egyesült Királyság | Kemény (f)  | Stefanie Vögele      | 6–2, 6–4         |
| 6.  | 2012. október 22.    | Ismaning, Németország          | Szőnyeg (f) | Eva Birnerová        | 6–3, 7–6(8)      |
| 7.  | 2012. október 29.    | Barnstaple, Egyesült Királyság | Kemény (f)  | Eléni Danjilídu      | 6–7(1), 6–2, 6–2 |

#### Elveszített döntői (3)
| Díjazás          |
| ---------------- |
| $100,000 verseny |
| $75,000 verseny  |
| $50,000 verseny  |
| $25,000 verseny  |
| $15,000 verseny  |
| $10,000 verseny  |

| No. | Dátum              | Torna                          | Borítás    | Ellenfél          | Eredmény      |
| --- | ------------------ | ------------------------------ | ---------- | ----------------- | ------------- |
| 1.  | 2009. november 16. | Équeurdreville, Franciaország  | Kemény (f) | Constance Sibille | 4–6, 2–6      |
| 2.  | 2012. január 30.   | Sunderland, Egyesült Királyság | Kemény (f) | Sarah Gronert     | 6–3, 2–6, 3–6 |
| 3.  | 2012. március 19.  | Bath, Egyesült Királyság       | Kemény (f) | Kiki Bertens      | 4–6, 6–3, 3–6 |

## Eredményei Grand Slam-tornákon

### Egyéniben
| Grand Slam | Australian Open | Australian Open  | Roland Garros | Roland Garros        | Wimbledon | Wimbledon        | US Open       | US Open          |
| Év         | Eredmény        | Utolsó ellenfél  | Eredmény      | Utolsó ellenfél      | Eredmény  | Utolsó ellenfél  | Eredmény      | Utolsó ellenfél  |
| 2012       | –               | –                | Selejtező(Q1) | Selejtező(Q1)        | 1. kör    | Volha Havarcova  | Selejtező(Q1) | Selejtező(Q1)    |
| 2013       | 2. kör          | Morita Ajumi     | 2. kör        | Viktorija Azaranka   | 2. kör    | Klára Koukalová  | 1. kör        | Jelena Vesznyina |
| 2014       | 2. kör          | Ana Ivanović     | 1. kör        | Cvetana Pironkova    | 1. kör    | Cseng Csie       | 1. kör        | Sloane Stephens  |
| 2015       | 1. kör          | S Soler Espinosa | 3. kör        | Elina Szvitolina     | 1. kör    | Kirsten Flipkens | 1. kör        | Jeļena Ostapenko |
| 2016       | 4. kör          | Angelique Kerber | 3. kör        | I-C Begu             | 3. kör    | Serena Williams  | 2. kör        | Jelena Vesznyina |
| 2017       | 1. kör          | Ashleigh Barty   | 1. kör        | Anastasija Sevastova | 1. kör    | Polona Hercog    | 1. kör        | Julia Görges     |

### Párosban
| Grand Slam | Australian Open             | Australian Open                    | Roland Garros           | Roland Garros                      | Wimbledon               | Wimbledon                          | US Open                 | US Open                            |
| Év         | Eredmény Partner            | Utolsó ellenfél                    | Eredmény Partner        | Utolsó ellenfél                    | Eredmény Partner        | Utolsó ellenfél                    | Eredmény Partner        | Utolsó ellenfél                    |
| 2013       | 1. kör Līga Dekmeijere      | Sz Kuznyecova Yanina Wickmayer     | 1. kör V Szolovjova     | Caroline Garcia Mathilde Johansson | 1. kör Irina Burjacsok  | Natalie Grandin Vladimíra Uhlířová | 1. kör Mónica Puig      | Szánija Mirza Cseng Csie           |
| 2014       | 2. kör Andrea Petković      | Jarmila Gajdošová Ajla Tomljanović | 2. kör Kristina Barrois | Marina Eraković A Parra Santonja   | 1. kör Nara Kurumi      | Vera Dusevina Chanelle Scheepers   | 1. kör Kristina Barrois | Jarmila Gajdošová Ajla Tomljanović |
| 2015       | 1. kör Sahar Peér           | Alekszandra Panova Heather Watson  | 2. kör Sahar Peér       | Csan Jung-zsan Cseng Csie          | Selejtező (Q2)          | Selejtező (Q2)                     | 1. kör Demi Schuurs     | Jelena Janković Aleksandra Krunić  |
| 2016       | 1. kör Carina Witthöft      | A-L Grönefeld Coco Vandeweghe      | 1. kör Yanina Wickmayer | Caroline Garcia K Mladenovic       | 2. kör Yanina Wickmayer | J Makarova J Vesznyina             | 1. kör Yanina Wickmayer | L Arruabarrena Olha Szavcsuk       |
| 2017       | 1. kör Anastasija Sevastova | Caroline Garcia K Mladenovic       | 1. kör Renata Voráčová  | Csan Hao-csing Barbora Krejčíková  | –                       | –                                  | –                       | –                                  |

## Év végi világranglista-helyezései
| Év     | 2009  | 2010 | 2011 | 2012  | 2013 | 2014 | 2015 | 2016 | 2017 |
| Egyéni | 1099. | 380. | 234. | 78.   | 58.  | 55.  | 56.  | 53.  | 177. |
| Páros  | –     | 875. | –    | 1231. | 862. | 122. | 117. | 127. | 259. |